# Шанда Володимир Іванович
Володимир Іванович Шанда (23 травня 1935, Запоріжжя — 20 квітня 2021, Кривий Ріг, Дніпропетровської області) —  український учений у галузі ботаніки, геоботаніки, екології, фундаментальної та прикладної екології, агроекології, біогеоценології, алелопатії, біосферології, кандидат біологічних наук, професор.

## Професійна біографія
1943–1953  — навчався у середній школі № 21 м. Кривий Ріг. 
1953–1958 — навчався в Дніпропетровському сільськогосподарському інституті за спеціальністю «Агрономія» (кваліфікація «Вчений агроном»). 
1958–1962 — працював агрономом у сільськогосподарських підприємствах Дніпропетровської області. 
1966–1970 — працював молодшим науковим співробітником у Всесоюзному науково-дослідному інституті кукурудзи. 
1970–1979 — старший викладач, доцент кафедри ботаніки Криворізького державного педагогічного інституту .
1972–1974, 1979–1983 — декан природничого факультету Криворізького державного педагогічного інституту. 
1984–2001, 2016–2017 — завідувач кафедри ботаніки та екології Криворізького державного педагогічного інституту / університету. 
2001–2017 — професор кафедри ботаніки та екології Криворізького державного педагогічного університету. 
З 2017 року — на пенсії. Помер 20 квітня 2021 року.

## Наукова діяльність
1963–1966 — навчався в аспірантурі Дніпропетровського сільськогосподарського інституту. 
1969 року захистив дисертацію «Взаємний вплив культурних рослин у змішаних посівах» на здобуття ступеня кандидата біологічних наук у спеціалізованій вченій раді Дніпропетровського державного університету за спеціальністю 03.094 «Ботаніка». 
1973 — присвоєно вчене звання доцента по кафедрі ботаніки. 
1991 — присвоєно вчене звання професора по кафедрі ботаніки та екології. 
З 2001 — дійсний член (академік) Української екологічної академії наук. 
Сфера наукових інтересів В. І. Шанди: філософія біології, загальна, спеціальна, теоретична й прикладна екологія, методологія екології, біогеоценологія, агроекологія, культурбіогеоценологія, алелопатія, біосферологія. Вагомі дослідження в галузі промислової ботаніки та техногенної біогеоценології,. Розширив і деталізував аспекти теорії екологічної ніші, сформулював основні положення теорії еколого-таксономічних спектрів, як напрямку аналізу рослинних угруповань, розробив типологію екотопів та біогеоценозів Криворіжжя.
Автор і співавтор понад 200 наукових праць, зокрема монографій, навчальних посібників, статей в наукових виданнях  

## Біобібліографія
Володимир Іванович Шанда – український учений-ботанік та еколог (до 90-річного ювілею кандидата біологічних наук, професора кафедри ботаніки та екології Криворізького державного педагогічного інституту / університету, члена-кореспондента Української екологічної академії наук) : біобібліографічний покажчик / Бібліотека Криворізького державного педагогічного університету ; упоряд. О. Поліщук, бібліогр. ред. О. Дікунова ; за заг. ред. О. Лебедюк. Кривий Ріг, 2025. 96 с. (Серія «Пам’яті професорів Криворізького педагогічного». Вип. 10)